# Sarrin (nahija)
Nahija Sarrin (ar. ناحية صرين) je nahija u okrugu Ayn al-Arab, u sirijskoj pokrajini Alep. Površina nahije je 2.003,57 km2. Po popisu iz 2004. (prije rata), nahija je imala 69.931 stanovnika. Administrativno sjedište je u naselju Sarrin.
Godine 2009., nahija Al-Jalabiyah je oformljena izdvajanjem iz ove nahije.